# Élection partielle québécoise de 2022
L'élection partielle québécoise de 2022 se tient le 11 avril 2022 dans la circonscription électorale de Marie-Victorin, à la suite de la démission de la députée Catherine Fournier, élue mairesse de Longueuil lors des élections municipales de novembre 2021. La candidate de la Coalition avenir Québec, Shirley Dorismond, est élue avec 34,95 % des voix.
Cette élection partielle se déroule dans le contexte des cinquième et sixième vagues de la pandémie de Covid-19 au Québec.

## Contexte
La circonscription de Marie-Victorin est un fief du Parti québécois depuis 1985. Catherine Fournier y a été élue dans une élection partielle, en décembre 2016. Lors de l'élection générale de 2018, elle est l'une des dix seuls députés péquistes à être réélue, mais est mise en difficulté par la Coalition avenir Québec, sur laquelle elle n'a que 705 voix d'avance, alors qu'en 2016 elle avait obtenu plus de 4 500 voix d'avance sur son plus proche adversaire. Elle quitte cependant ce parti un an plus tard, estimant qu'il n'est plus le bon véhicule pour l'indépendance du Québec. Le 7 novembre 2021, elle est élue mairesse de Longueuil, et quitte alors l'Assemblée nationale du Québec, ouvrant la voie à une élection partielle. L'élection doit être convoquée dans les six mois, le gouvernement indique qu'elle n'aura pas lieu avant les fêtes de Noël.
La proximité de l'élection partielle avec celle de l'élection générale d'octobre 2022 lui donne de fortes allures de test préélectoral : le PQ veut conserver son fief dans une période difficile, qui est aussi la première élection pour son nouveau chef Paul St-Pierre Plamondon, la CAQ emporter un siège qui pourrait lui être favorable et Québec solidaire y obtenir aussi parmi ses bons scores. Ce sera aussi la première participation du Parti conservateur du Québec à une élection depuis que les intentions de vote pour le parti, gonflées par la fatigue due à l'état d'urgence sanitaire, ont fait une percée dans les sondages.
Divers sondages publiés depuis décembre 2021 laissent présager une lutte à deux entre le Parti québécois et la Coalition avenir Québec.

## Candidats
À la suite de l'élection à la mairie de la députée sortante, Dominique Anglade, alors cheffe du Parti libéral du Québec, propose de laisser le champ libre à Paul St-Pierre Plamondon afin qu'il fasse son entrée à l'Assemblée nationale du Québec, où il ne siège pas. L'offre de la libérale ne s'applique cependant que si le chef du PQ est candidat, ce qu'il ne veut pas encore dévoiler, et si la CAQ et QS ne présentent pas de candidats non plus. Les deux partis indiquent rapidement qu'ils présenteront un candidat, le premier ministre François Legault expliquant : « On a laissé la semaine au chef du PQ pour décider s’il voulait se présenter, a-t-il dit. Il branle dans le manche. » À la suite de ces annonces ainsi qu'à la décision du PQ de ne pas présenter leur chef, le PLQ investit Émilie Nollet, chercheure à l'Université Saint-Paul d'Ottawa.
Le Parti québécois, après avoir hésité à présenter son nouveau chef, annonce la candidature de Pierre Nantel, ancien député fédéral néodémocrate de Longueuil—Pierre-Boucher puis Longueuil—Saint-Hubert, qui a siégé à la Chambre des communes de 2011 à 2019. Passé au Parti vert du Canada pour les élections fédérales d'octobre 2019, il a été largement défait en terminant troisième avec 11,3 % des suffrages.
Québec solidaire investit de son côté Shophika Vaithyanathasarma, étudiante en mathématique et en sociologie qui avait brigué la députation fédérale en septembre 2021 pour le Bloc québécois dans Rosemont—La Petite-Patrie, terminant troisième avec 21,37 %.
Le Parti conservateur du Québec, qui obtient des scores en forte hausse dans les sondages du début 2022, crée la surprise en investissant la comédienne Anne Casabonne, qui avait déclaré prendre une pause de son métier en septembre 2021 : « En tant que comédienne, ça ne me tente pas de favoriser une partie du public plutôt qu’une autre par rapport à leur statut vaccinal. » Casabonne avait suscité la controverse en septembre 2021 en affirmant que les vaccins contre la Covid-19 étaient de la « grosse merde ».
La Coalition avenir Québec annonce le 30 janvier 2022 qu'une infirmière spécialisée en gérontologie, Shirley Dorismond, briguera les suffrages pour le parti. Syndicaliste, elle est une ancienne vice-présidente de la Fédération interprofessionnelle de la santé du Québec. Cependant, Dorismond serait en opposition idéologique avec son parti sur des questions fondamentales, comme sur le concept de racisme systémique.
Le nouveau parti Climat Québec présente sa fondatrice et cheffe, Martine Ouellet, ancienne députée et ministre de l'Environnement du Parti québécois et ancienne cheffe du Bloc québécois.
Le Parti vert du Québec annonce le 9 février 2022 la candidature d'Annabelle Bouvette, étudiante en biologie environnementale qui s'est impliquée dans le mouvement écologiste local La planète s’invite à Longueuil. Elle se désiste le 6 mars, sans expliquer les raisons de son retrait. Celle-ci aurait décidé de renoncer à défendre les couleurs du Parti vert du Québec à la suite de propos controversés de son chef de parti, Alex Tyrrell, concernant l'invasion de l'Ukraine par la Russie. Le 10 mars, ce dernier annonce qu'il se présentera lui-même comme candidat dans la circonscription.
Le parti Équipe autonomiste, parti né de la scission de l'Action démocratique du Québec, annonce la candidature de Florent Portron qui a déjà été candidat dans Marie-Victorin. Portron est représentant sénior au service à la clientèle d'une institution financière et a déjà remporté des honneurs comme bénévole dans des organismes de premiers soins dont le Prix du gouverneur général pour entraide en 2012.
Les autres candidats sont Michel Blondin, chef du Parti pour l’indépendance du Québec, Shawn Lalande McLean, qui représentera le Parti accès propriété et équité, Michel Lebrun, candidat de l’Union nationale, ainsi que le candidat indépendant Philippe Tessier.

## Liste des sondages locaux
| Dernier jour du sondage | PQ   | CAQ | QS   | PLQ | PCQ  | IND | Autres | Sondeur    | Échantillon | ME    | Source |
| ----------------------- | ---- | --- | ---- | --- | ---- | --- | ------ | ---------- | ----------- | ----- | ------ |
| Dernier jour du sondage |      |     |      |     |      |     |        | Sondeur    | Échantillon | ME    | Source |
| Résultats               | 30,1 | 35  | 14,2 | 6,9 | 10,4 |     | 3,3    |            |             |       |        |
| 4 avril 2022            | 36   | 43  | 5    | 9   | 6    |     | 1      | Mainstreet | 431         | ± 4,7 |        |
| 28 mars 2022            | 37   | 25  | 12   | 15  | 9    |     | 3      | Repère     | 403         | ± 4,9 |        |
| 9 février 2022          | 33   | 33  | 11   | 11  | 8    | 3   | 2      | Leger      | 500         | ± 4,4 |        |
| 13 décembre 2021        | 33   | 18  | 13   | 10  | NC   | NC  | NC     | Segma      | 300         | ± 5,6 |        |

## Résultats préliminaires
|                                                                                               | Nom                        | Parti                               | Nombre de voix | %      | Maj. |
| --------------------------------------------------------------------------------------------- | -------------------------- | ----------------------------------- | -------------- | ------ | ---- |
|                                                                                               | Shirley Dorismond          | Coalition avenir                    | 5 697          | 35 %   | 797  |
|                                                                                               | Pierre Nantel              | Parti québécois                     | 4 900          | 30,1 % | -    |
|                                                                                               | Shophika Vaithyanathasarma | Québec solidaire                    | 2 316          | 14,2 % | -    |
|                                                                                               | Anne Casabonne             | Conservateur                        | 1 696          | 10,4 % | -    |
|                                                                                               | Émilie Nollet              | Libéral                             | 1 130          | 6,9 %  | -    |
|                                                                                               | Martine Ouellet            | Climat Québec                       | 310            | 1,9 %  | -    |
|                                                                                               | Alex Tyrrell               | Vert                                | 142            | 0,9 %  | -    |
|                                                                                               | Shawn Lalande McLean       | Accès propriété                     | 42             | 0,3 %  | -    |
|                                                                                               | Michel Blondin             | Parti pour l'indépendance du Québec | 21             | 0,1 %  | -    |
|                                                                                               | Michel Lebrun              | Union nationale                     | 17             | 0,1 %  | -    |
|                                                                                               | Philippe Tessier           | Indépendant                         | 17             | 0,1 %  | -    |
|                                                                                               | Florent Portron            | Équipe autonomiste                  | 11             | 0,1 %  | -    |
| Total                                                                                         | Total                      | Total                               | 16 299         | 100 %  |      |
| Le taux de participation lors de l'élection était de 36,1 % et 188 bulletins ont été rejetés. |                            |                                     |                |        |      |

45 636 personnes sont inscrites sur la liste électorale en vue de l'élection partielle. De ce nombre, 6466 ont exercé leur vote par anticipation.